# 克拉夫奇哈
50°53′38″N 32°2′8″E / 50.89389°N 32.03556°E
克拉夫奇哈（烏克蘭語：Кравчиха），是烏克蘭北部的村莊，隸屬切爾尼希夫州的尼任區。該村始建於1800年，面積0.28平方公里，海拔高度124米，2001年人口数量为45人，换算成人口密度则约为每平方公里160.7人。